# Hammad ar-Rawija
Hammad ar-Rawija ("recitatören"), död omkring 755, var en av de mest berömda förmedlarna av den gamla arabiska poesin.
Hammad ar-Rawija sägs ha kunnat utantill 100 förmuhammedanska långa kasidor för var och en av alfabetets bokstäver med den som rimbokstav. Hans största bragd är att ha samlat Muallakat.